# Campi Salentina
Campi Salentina é uma comuna italiana da região da Puglia, província de Lecce, com cerca de 11.256 habitantes. Estende-se por uma área de 45 km², tendo uma densidade populacional de 250 hab/km². Faz fronteira com Cellino San Marco (BR), Guagnano, Novoli, Salice Salentino, Squinzano, Trepuzzi, Veglie.

## Demografia
| Variação demográfica do município entre 1861 e 2011                               |
|                                                                                   |
| Fonte: Istituto Nazionale di Statistica (ISTAT) - Elaboração gráfica da Wikipedia |